# Jiří Osolsobě

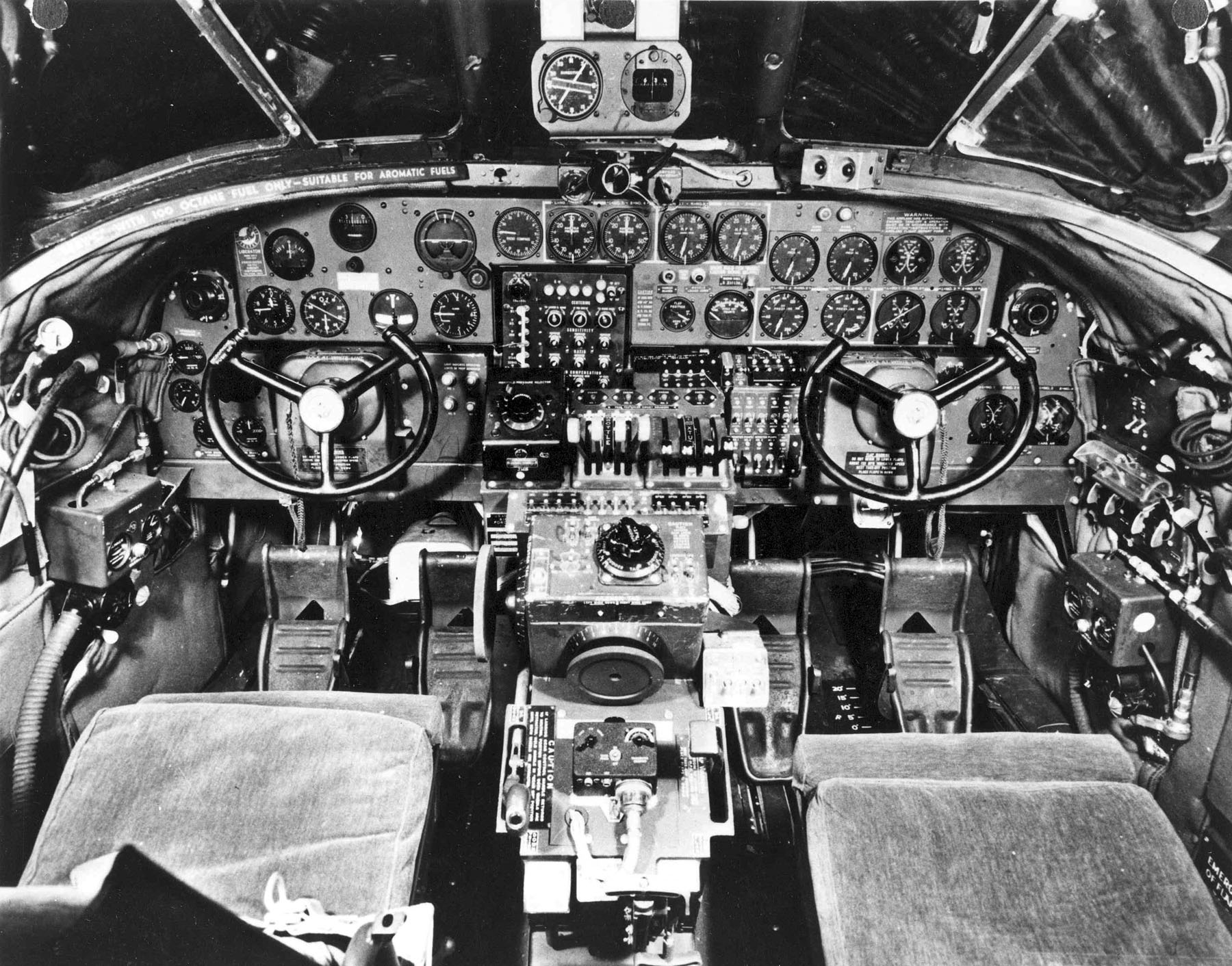
Kokpit letounu B-24 Liberator

Jiří Osolsobě (2. února 1918 Brno – 19. května 1975 USA) byl československý vojenský letec. Za druhé světové války sloužil u 311. československé bombardovací perutě RAF. Nejprve nalétal více než 200 operačních hodin jako radiotelegrafista na dvoumotorových bombardérech Vickers Wellington, po absolvování pilotního výcviku v Kanadě se k peruti vrátil jako druhý pilot čtyřmotorových bombardérů Consolidated B-24 Liberator. V závěru války se stal kapitánem osádky. V 60. letech 20. století emigroval do USA.

## Život
Narodil se do rodiny elektrotechnika Jana Osolsobě a jeho manželky Žofie, rozené Lefnerové. Jeho mladší bratr Ivo Osolsobě byl dramaturgem a překladatelem. Jiří Osolsobě vystudoval reformní reálné gymnázium v Králově Poli, kde s rodinou bydlel, a absolvoval sedm semestrů na Právnické fakultě Masarykovy univerzity. Jeho studium ovšem přerušilo v listopadu 1939 uzavření českých vysokých škol nacisty.
V únoru 1940 se neúspěšně snažil přejít hranici z Vorarlberska do Švýcarska nebo Lichtenštejnska. Po návratu do Protektorátu se mu podařilo koupit dva bulharské pasy, na které společně s Jiřím Roztočilem odjeli vlakem do Bratislavy. Dostali se až do Cařihradu, kde se na francouzském zastupitelství přihlásili do Cizinecké legie.
Ve Francii byl přidělen k telegrafnímu praporu 1. československé divize, který dostal 9. června rozkaz k odjezdu na frontu. 10. června dorazil vlakem do Dijonu, odkud pokračoval jako motospojka do Bar-sur-Seine. 11. června se přesunul do Mossonu. 14. června byl vydán rozkaz k ústupu, 20. června odplul na lodi Ville de Liège z Le Verdon-sur-Mer do Liverpoolu.
Po přijetí do britského Královského letectva a absolvování radiotelegrafického a střeleckého výcviku zahájil operační výcvik jako přední střelec v osádce Miroslava Plecitého. Po třech týdnech byl přeřazen na pozici radiotelegrafisty v nově se tvořící osádce. 3. října 1941 odstartoval na svůj první operační let, kterým byl nálet na doky v Dunkerque. Při čtvrtém operačním letu na byl letoun po ohození pum na přístav v Brémách zasažen protiletadlovou palbou a musel většinu cesty zpět letět na jeden motor, operace tak trvala dlouhých sedm hodin deset minut. Z náletu na seřaďovací nádraží v Berlíně se vrátil se střepinou nad levým spánkem. Wellington napadly nad Zuiderským mořem dva dvoumotorové Messerschmitty Bf 110, po přistání byl letoun odepsán.
Do června 1942 nalétal jako telegrafista povinný turnus 200 operačních hodin u Velitelství bombardovacího letectva, měl být přeřazen k pozemní službě, ale zažádal o přidělení do pilotního výcviku. Byl přijat, od podzimu 1942 absolvoval základní pilotní výcvik. Na jaře 1943 odjel z Glasgowa parníkem Queen Elisabeth do Halifaxu. V Kanadě ukončil výcvik v září 1943, ve škole zůstal i později jako instruktor a zkušební pilot. Absolvoval navigační výcvik a pilotní přecvičení na letouny Liberátor na Bahamských ostrovech. Jako pilot vícemotorových letadel se v červnu 1944 vrátil k 311. peruti, která byla zatím pro neúnosné ztráty převelena k pobřežnímu velitelství. Ze základny Tain v severním Skotsku absolvoval 12 letů jako velitel osádky. Operační činnost ukončil 4. června 1945, poté působil při letecké přepravě mezi Británií a Československem (v té době působila peruť v rámci Transport Command).
Jiří Osolsobě se vrátil do Československa 21. září 1945. O týden později byl v hodnosti nadporučíka letectva v záloze propuštěn ze svazku armády na trvalou studijní dovolenou. Dokončil studia práv a žil v Praze. Po komunistickém převratu v únoru 1948 se pokusil odejít přes státní hranice do zahraničí, avšak byl zadržen a strávil nějaký čas ve vězení. V září 1964 emigroval do USA, kde jako bankovní úředník pracoval v New Yorku.
V roce 1947 napsal válečné vzpomínky Zbylo nás devět, jejichž rukopis byl oceněn nakladatelstvím Mladá fronta. Po únoru 1948 už k jejich vydání nedošlo, takže poprvé byly publikovány až posmrtně roku 1989. Rozepsanou prózu Jeden z pramála nedokončil.
Zemřel 19. května 1975 v USA. Je pohřbený na Ústředním hřbitově v Brně.